# Монтгомери Клифт
Монтгомери Клифт (енгл. Montgomery Clift; Омаха, 17. октобар 1920 — Њујорк, 23. јул 1966) је био амерички филмски и позоришни глумац, познат по улогама потиштених и осетљивих младића. Током своје веома кратке каријере, био је три пута номинован за Оскар за најбољег главног глумца, и једном за најбољег споредног. Најуспешније улоге остварио је у филмовима Признајем, Место под Сунцем и Нирнбершки процес, али је његов најпознатији филм Одавде до вечности. Након саобраћајне несреће 1956. године, и пластичне операције којој је морао да буде подвргнут, постаје све мање тражен међу редитељима, те тако и његова популарност опада.
Монтгомери је био веома вољен од стране својих колега. Неки од његових добрих пријатеља су били Мерилин Монро, Џејмс Дин, Марлон Брандо и Елизабет Тејлор, која га је подржала и храбрила када се декларисао као бисексуалац.

## Детињство и период пре глуме
Клифт је рођен 17. октобра 1920. у Омахи (Небраска), од оца Вилијама Брукса и мајке Етел Фог Андерсон. Њих двоје су се венчали 1914. и две године касније добили су сина Вилијама Брукса Млађег. Године 1920. добили су и близанце – сина Монтгомерија и кћерку Роберту (касније Етел). Вилијам Брукс Старији је био веома агресиван и насилнички настројен, хомофоб и патријархално васпитан. Монтгомери је једном приликом изјавио да је гледајући своје противнике на филму, увек замишљао свог оца, те би му тако било лакше да одглуми бес. Етел је имала високу свест о свом угледном пореклу, те је децу васпитавала као да су аристократе, упркос слабој заради њеног супруга. Вилијам Млађи и близанци су имали цењене приватне учитеље до поласка у средњу школу. Нормално, прилагођавање и везивање за нове пријатеље било им је тешко, нарочито добро васпитаном и углађеном Монтгомерију, који је говорио француски, немачки и италијански, те се заиста издвајао од својих вршњака. Када је избио Други светски рат, Клифт није примљен у војну службу због разних алергија и колитиса.

## Каријера

### Филмски почеци
Монтгомери Клифт је добио ангажман на Бродвеју са само петнаест година, и десет успешних година које је ту провео обезбедиле су му улоге у скупим и обећавајућим филмовима. Тако је 1946. добио улогу негативца у вестерну Црвена река, са Џоном Вејном у главној улози. Други филм у коме је играо је био Потрага Фреда Зинемана. Клифт је тражио и добио дозволу да преправи делове сценарија који му се нису допали. На крају је био преправљен огроман део текста, а сценаристи су били номиновани за Оскар за најбољи оригинални сценарио. И Монтгомери је тада први пут у каријери био номинован за Оскар за најбољег главног глумца, али га није добио. У филму Наследница партнерка му је била Оливија де Хавиленд. Клифт и она имали су доста несугласица за време снимања. Најпре је тражио да се њен текст преправи јер њему, како је рекао, не оставља довољно простора за одговор. На крају је јавно критиковао, рекавши да је дозволила да режисер обликује цео њен перформанс.
Клифтови послодавци су доста полагали на његов физички изглед, па је млади глумац већ тада постао секс–симбол и стекао бројне обожаваоце. Оливија де Хавиленд је због тога после снимања Наследнице добијала ружна и претећа писма од Монтгомеријевих фанова, само зато што га је на крају филма одбила. Монтгомери није био задовољан тим филмом, и напустио је премијеру много пре завршетка.
Године 1950. Клифт је играо у комерцијалном промашају The Big Lift, али је за своју изведбу добио позитивне критике. Следеће године је само за њега направљен филм Булевар сумрака, а Монтгомери је одбио да глуми главну улогу сматрајући да главни лик сувише подсећа на њега самог – добро изгледа и излази са доста старијим женама.

### Врхунац каријере
Почетком педесетих, Монтгомери је био један од најтраженијих и најпопуларнијих глумаца Холивуда. Једини прави ривал му је био Марлон Брандо. У једном тренутку је на степеницама имао гомилу сценарија које су му послали, да су његови пријатељи морали да се провлаче између њих када би га посетили. Елизабет Тејлор је једном рекла: Да је само снимао мало учесталије, Монти би био највећа филмска звезда на свету! Међутим, Клифт би захваљујући својој пробирљивости увек одабрао прави филм, који би постао блокбастер и за којег би добио похвале критичара. Таква је била романтична драма Место под сунцем, где му Тејлорова била партнерка. Њих двоје су у то време били две најпопуларније младе звезде, те је филм био велики комерцијални хит. Тада је други пут био номинован за Оскар за најбољег главног глумца. Како би се боље уживео у улогу и имао бољи увид у затворски живот, Клифт је провео једну ноћ у затвору. Одбио је предлог режисера да током свог одласка на електричну столицу уради нешто невероватно, те је док је ишао ка смрти само изгледао депресивно и утучено. Брандо је био импресиониран његовом изведбом те је гласао да Клифт добије Оскара (и Монтгомери је исте године гласао да Брандо добије Оскара за Трамвај звани жеља). Чарли Чаплин је овај филм назвао најбољим икад снимљеним филмом о Америци.
Следећа два филма у којима је играо били су Хичкоков Признајем, који је био финансијски подбачај и романтична драма Одавде до вечности, где је по мишљењу филмских критичара остварио најбољу улогу у својој каријери. За потребе свирања трубе, Клифт је ишао на приватне часове, иако је знао да ће бити замењен професионалцем. Рекао је да су му часови потребни како би му макар усне имале правилан положај. Сцену смрти је одглумио тако реалистично, да су остали глумци и радници на сету плакали. Берт Ланкастер каже да је био јако нервозан и да се тресао када је први пут требало да глуми са Клифтом. Још једном је био номинован за Оскар, али је опет изгубио. Овај пут му је то додуше тешко пало, јер је схватио да људи из Академије за филм гаје нетрпељивост према њему. Његове колеге из филма су му у знак пажње поклониле малу златну трубу, коју је он чувао до краја живота. Последњи филм у коме је играо пре аутомобилске несреће, коју је убрзо доживео, био је Terminal Station.
Због сличног начина глуме и огромног броја фанова, Клифта и Марлона Бранда су сви сматрали ривалима, иако су они касније постали пријатељи. Џејмс Дин је рекао да је Монтгомери био његов идол и да би га неки пут усред ноћи позвао телефоном, само да му чује глас. Клифт је одбио понуду за филм Источно од раја, опет сматрајући да га лик подсећа на самога себе, те је та улога отишла баш Дину.

### Саобраћајна несрећа и последње улоге
Враћајући се са забаве коју је организовала Елизабет Тејлор 12. маја 1956, Клифт је колима ударио у бандеру. Аутомобил је био потпуно смрскан, а очевици су позвали Тејлорову. Она је дојурила на место несреће и видевши да се Клифт гуши, извадила му сломљен зуб из језика. Монтгомери је тада сломио вилицу и нос, добио прелом синуса и неколико већих посекотина на лицу, које су захтевале интервенцију пластичног хирурга. Иако је операција била успешна, разлика између лица пре и после несреће је била изражајна. Продуценти филма Raintree County нису крили забринутост за пријем и комерцијални успех филма, што је Монтгомерија довело до очајања па је почео да пије и користи таблете за смирење. Тек тада се појавила велика разлика између човека пре и после саобраћајне несреће, због које је његова каријера кренула надоле.
До своје смрти, Клифт је глумио у мањим филмовима, попут Усамљена срца, Млади лавови и Неприлагођени, где се спријатељио са Мерилин Монро. Гостовао је и у емисији The Hy Gardner Show, где се водитељ нашалио рекавши да је то Клифтово прво и последње гостовање у неком шоу програму, што се касније испоставило као тачно. Ипак, Монтгомери је остварио запажене улоге у драмама Изненада, прошлог лета са Кетрин Хепберн и Нирнбершки процес за који је био номинован за награду BAFTA, Златни глобус и Оскар за најбољег споредног глумца. Имао је доста потешкоћа да запамти текст иако је његова улога била мала и у целом филму се појављује само дванаест минута. Редитељ му је рекао да пошто глуми сведока, може да стави сценарио испред себе те да по неки пут погледа, јер би то изгледало природно и очекивано. Последњи филм у коме је играо је био Дезертер, са Хардијем Кригером у главној улози.

## Смрт
Монтгомери Клифт је умро 23. јула 1966. године, у својој кући у Њујорку. Дан пре тога провео је лежећи у свом кревету, мрзовољан и замишљен. Његов асистент, Џејмс Лоренцо, који са њим живео, каже да Клифт тог дана уопште није разговарао са њим. Када је увече отишао код њега да му пожели лаку ноћ, филм Неприлагођени је био на једном каналу па га је упитао да ли жели да му пусти, на шта је Клифт одговорио: Никако! То су му биле последње речи. Следећег дана је Лоренцо покушао да отвори Монтгомеријева врата, али она су била закључана. Отрчао је до баште и мердевинама се попео до прозора Клифтове собе. Унутра је затекао глумца мртвог. Каже да је Монтгомери лежао на кревету стиснутих песница, био је го и носио наочаре.
Аутопсија је показала да је Клифт, који је често патио од повећаног крвног притиска и дизентерије, умро од срчаног удара. Сахрани је присуствовало 150 људи, између осталих и Френк Синатра и Лорен Бакол. Елизабет Тејлор, која је тада била у Паризу, послала је цвеће.

## Приватни живот
Иако је имао везе са женама, и чак се декларисао као бисексуалац, Монтгомери је убрзо почео да спава само са мушкарцима. Путовао је и у град Оганквит у Мејну, у чијим су се дискретним хотелима окупљали геј мушкарци, а чија је приватност била загарантована. Упркос проблемима са послодавцима, којима је таква његова природа сметала, Клифт је имао велику подршку својих колега.
Елизабет Тејлор је одувек заузимала посебно место у његовом животу. Она га је ватрено бранила и подржавала када је изјавио да је геј. Када му је спасила живот после несреће, постала му је најбољи пријатељ. Често су виђани заједно, на премијерама и забавама. Клифт је због свог промењеног изгледа после операције престављао ризик и коцку сваком режисеру, па је постајао све мање тражен. Елизабет је 1966. снимала драму Одсјаји у златном оку и тешком муком је убедила продуценте да Клифту доделе главну мушку улогу. Да би то урадили, морала је целокупну своју зараду од филма ставити у залог за потенцијални неуспех због ангажовања поружнелог глумца. Монтгомери је умро 23. јула исте године, када је филм био у препродукцији, па је улога поручника Велдона припала Марлону Бранду.
Тејлорова је једном изјавила је он био најчаробнији човек и најемотивнији глумац кога је икада упознала. Мерилин Монро је у шали рекла да је Монтгомери био у горем психичком стању чак и од ње.

## Филмографија
| Година | Назив                  | Улога                     | Награде | Остали глумци                                                             |
| ------ | ---------------------- | ------------------------- | --- | ------------------------------------------------------------------------- |
| 1948   | Потрага                | Ралф Стив Стивенсон ()    | номинован - Оскар за најбољег главног глумца | Алин Макман                                                               |
| 1948   | Црвена река            | Метју ()                  | | Џон Вејн Џоан Дру                                                         |
| 1949   | Наследница             | Морис Таунсенд ()         | | Оливија де Хавиленд Ралф Ричардсон Миријам Хопкинс                        |
| 1950   |                        | Дени ()                   | |                                                                           |
| 1951   | Место под сунцем       | Џорџ Истмен ()            | номинован - Оскар за најбољег главног глумца | Елизабет Тејлор Шели Винтерс Ен Ревер                                     |
| 1953   | Признајем              | Мајкл Вилијам Логан ()    | | Ен Бакстер Карл Малден                                                    |
| 1953   |                        | Ђовани Дорија ()          | | Џенифер Џоунс                                                             |
| 1953   | Одваде до вечности     | Роберт Е. Ли Пру Пруит () | номинован - Оскар за најбољег главног глумца | Дебора Кер Берт Ланкастер Френк Синатра Дона Рид                          |
| 1957   | Дрво живота            | Џон Шонеси ()             | | Елизабет Тејлор Ева Мари Сејнт                                            |
| 1958   | Усамљена срца          | Адам Вајт ()              | |                                                                           |
| 1958   | Млади лавови           | Ноа Екерман ()            | | Марлон Брандо                                                             |
| 1959   | Изненада, прошлог лета | Џон Кукровиц ()           | | Елизабет Тејлор Кетрин Хепберн                                            |
| 1960   | Дивља река             | Чак Гловер ()             | |                                                                           |
| 1961   | Неприлагођени          | Пирс Холанд ()            | | Мерилин Монро Кларк Гејбл Телма Ритер                                     |
| 1961   | Нирнбершки процес      | Рудолф Питерсен ()        | номинован - Оскар за најбољег споредног глумца номинован - Награда BAFTA за најбољег глумца у главној улози номинован - Златни глобус за најбољег споредног глумца | Марлен Дитрих Спенсер Трејси Берт Ланкастер Џуди Гарланд Максимилијан Шел |
| 1962   | Фројд                  | Зигмунд Фројд ()          | |                                                                           |
| 1966   | Дезертер               | проф. Џејмс Бауер ()      | | Харди Кригер                                                              |